# 스칸드릴리아
스칸드릴리아(이탈리아어: Scandriglia)는 이탈리아 라치오주 리에티도에 위치한 코무네다. 로마로부터 북동쪽 40km, 리에티로부터 남쪽 25km 거리에 있다.